# Круземан, Ян Адам
Ян Адам Круземан (нидерл. Jan Adam Kruseman, иногда транслитерирован Крюземан; Харлем, Нидерланды 12 февраля 1804 — Харлем, Нидерланды 17 марта 1862) — нидерландский художник.

## Биография
Ян Адам Круземан родился в Харлеме. С 1819 до 1822 и с 1824 до 1851 годы он жил в Амстердаме, где он учился у своего троюродного брата, известного художника Корнелиса Круземана (1797 — 1857), который был старше его на 7 лет. С 1822 г. до 1824 г. Круземан был в Брюсселе, где он учился у Франсуа Жозефа Навеза (1787 — 1869)и у великого Жак-Луи Давида (1748 — 1825), который проживал в Брюсселе, так как был изгнан Бурбонами из Франции. Вернувшись в Амстердам он женился на Алиду де Врис в 1826 г. У них родилось девять детей, из которых два умерли, не прожив и года. В 1836 году семья ещё увеличилась с приездом Петруса Аугустуса де Хенестета (1829 — 1861), который остался один после смерти своей матери, сестры жены Яна Адама Круземана. Де Хенестет стал самым любимым поэтом своего поколения.
Ян Адам Круземан был особенно известен своими портретами дворян и богатых зажиточных горожан. Но ещё он писал членов нидерландской королевской семьи. Это началось с посмертного портрета императора Александра I, который Круземан написал в 1833 г. по заказу Адриана ван дер Хопа, богатого амстердамца, чтобы подарить его великой княжне Анне Павловне (1795 — 1865), жене голландского кронпринца Виллема II и сестре императора Александра I. Удача этой картины привела к тому, что Круземан смог написать в 1837 г. и портрет короля Виллема I и его сына. Когда в 1840 году, после отречения от престола своего отца, Виллем II стал королём, Круземан тотчас получил заказ, чтобы написать официальный портрет. Он написал ещё 6 портретов Виллема II, а в 1852 г., через три года после смерти короля, портрет его вдовы Анны Павловны.
Во всех портретах бросается в глаза  во-первых удивительное выражение самодовольства персонажей, во-вторых как искусно и подробно выписаны платья и костюмы.
Среди его учеников художник Ян Вендель Циммерман.

## Галерея

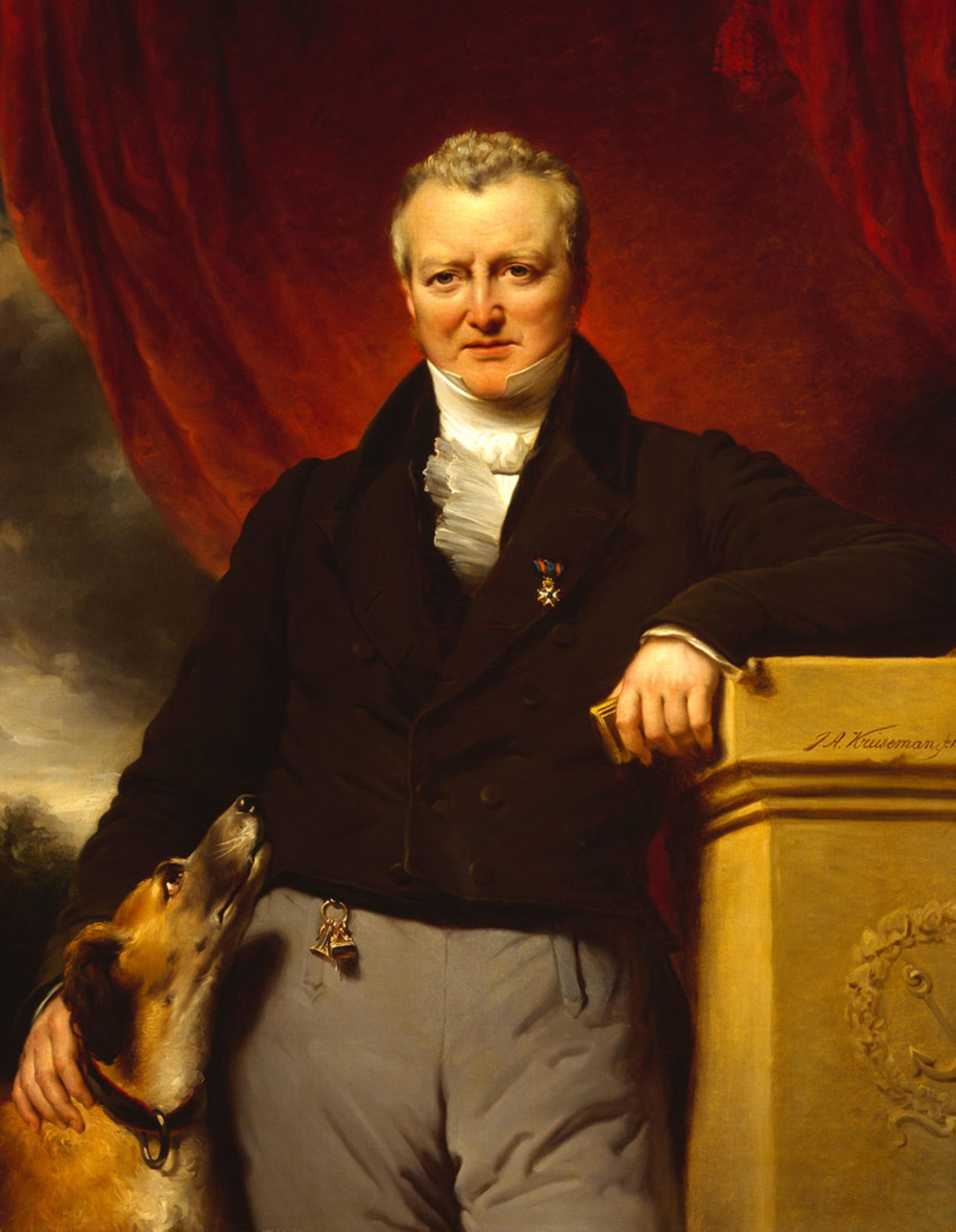
Портрет Адриана ван дер Хопа (1778 — 1854), 1835.
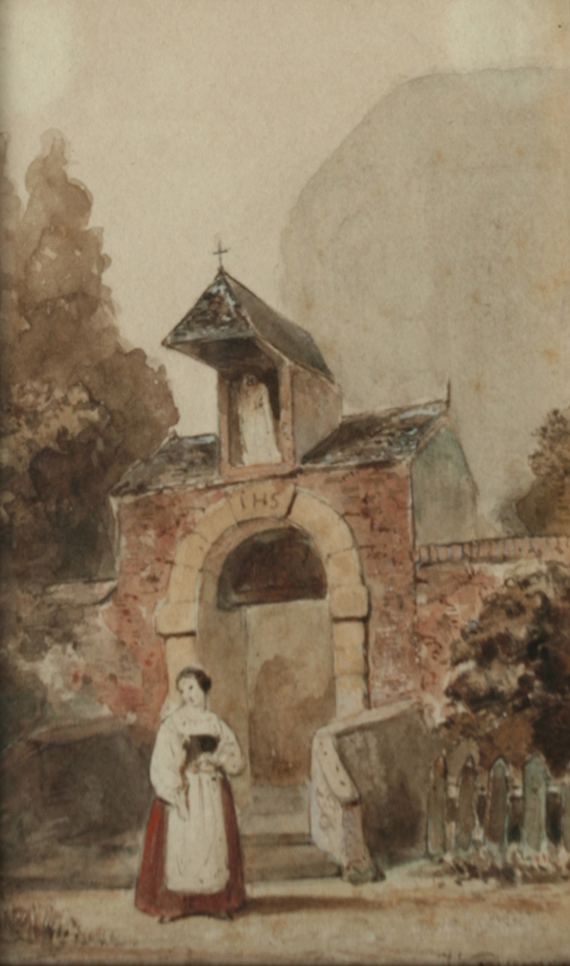
Итальянка около часовни.
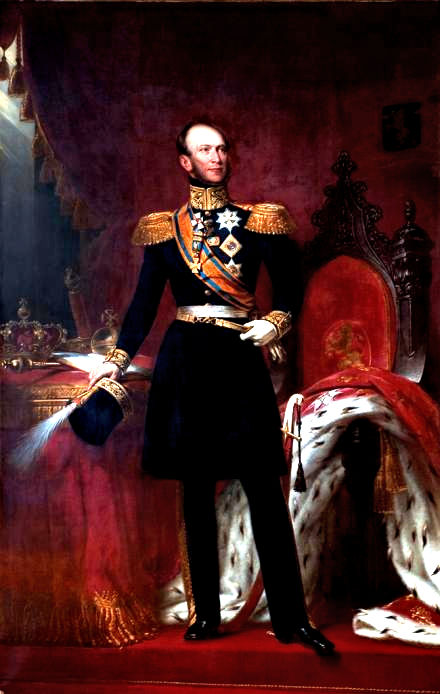
Портрет короля Виллема II (1792 — 1849), 1841.